# 流动环

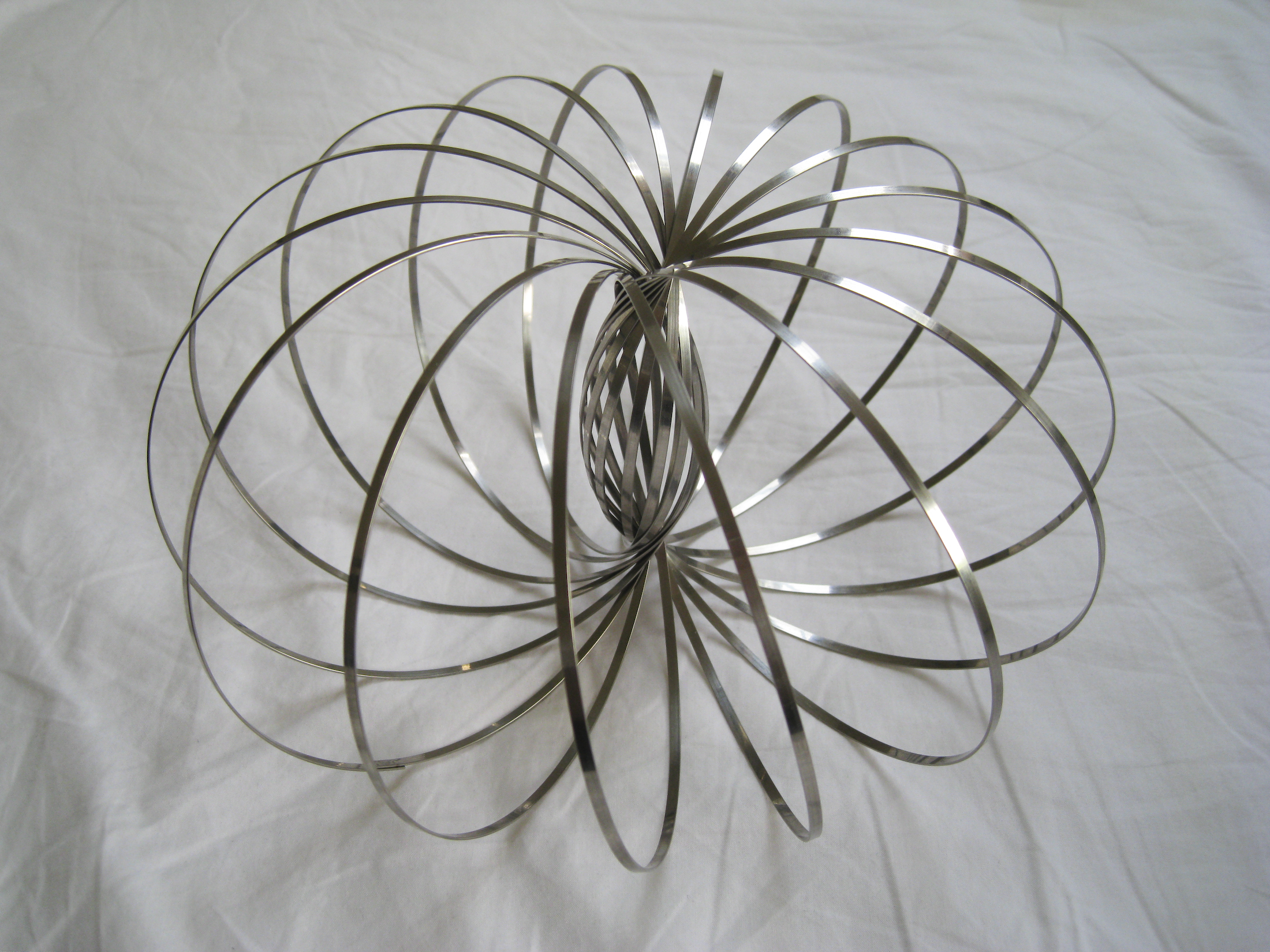
不带塑料圈的流动环

流动环是 Jochen Valett 在 20 世纪 90 年代中期发明的一款玩具。它由8.2m长的钢带编织成圆环面而来。有的商家预先把它套在大的塑料圈上。它沿着塑料圈运动时，看上去就像闪闪发光的银色气泡。在弹力的作用下，环内侧的面收紧，箍着塑料环不动 ——就像银色的肥皂泡一样。
2010年，加利福尼亚州公司“Flowtoys”买下流动环的设计，并开始将其作为商品生产。不同商家给这种玩具取的名字也不同。现在，它可以在多个网站上买到。